# Стефан Боца
Стефан Боца (в миру Стеван Боца, 21 серпня 1916 Мунява, громада Йосипдол, Карловацька жупанія, Хорватія - 4 лютого 2003, монастир Жича, Кралево, Сербія) - єпископ Сербської православної церкви, єпископ Жицький.

## Біографія
Закінчив початкову школу в рідному селі. Нижню гімназію закінчив в Огулині. Після закінчення шестикласної духовної семінарії в Сараєві навчався на філософському і богословському факультетах Белградського університету.
У 1939 році був призначений катехизатором в Оточаць. 8 вересня 1940 єпископом Горнокарловацьким Савою Трлаїчем висвячений у сан ієродиякона.
Під час Другої світової війни як і 350 тисяч сербів був змушений тікати до Сербії з територій, контрольованих усташами і виконувати обов'язки катехізатора в Крагуєваці до 1949 році.
У 1955 році стає викладачем семінарії святого Сави в монастирі Раковіца під Белградом, а в 1958 році відправляється в Англію, де захищає диплом в Коледжі святого Автустина в Кентербері.
У травні 1959 року Стеван Боца, який на той момент навчався в Англії, був обраний єпископом Далматинським.
Після повернення з Англії, 10 липня 1959 Патріархом Сербським Германом був пострижений в чернецтво в Монастирі Раковіца. 12 липня на Петровдан того ж року митрополитом Солунським Пантелеймоном Папагеоргіу висвячений в сан ієромонаха з возведенням у сан архімандрита.
9 серпня 1959 року в кафедральному соборі Белграда був хіротонізований на єпископа Далматинського. Хіротонію очолили Патріарх Антіохійський Феодосій VI і Патріарх Сербський Герман.
Його стараннями було побудовано 14 нових храмів і відновлено 50, які постраждали під час Другої світової війни, збільшилася кількість парафій. Великим досягненням було відкриття Семінарії Трьох святителів при Монастирі Крка в 1964 році.
Переклав з англійської працю єпископа Миколая Велимировича «Віра святих. Катехізис Східної Православної Церкви», який пережив кілька видань. Стараннями єпископа Стефана вийшла у світ відома праця його попередника на Далматинській кафедрі єпископа Никодима Мілаша «Православна Далмація». Ним були підготовлені монографії «Монастир Крупа 1317-1967», «Далматинський єпископ Симеон Кочаревич і його час» (1970). У 1976 році опублікував першу збірку своїх проповідей.
У травні 1978 року рішенням Священного Архієрейського Собору призначений єпископом Жицькимм. 23 липня 1978 року відбулася його інтронізація.
З нагоди 800-річчя монастиря Студениця випустив книгу «Вісім століть Студениця».
Єпископ Стефан був активним учасником у справі міжцерковного спілкування, був членом ряду комісій Всесвітньої Ради Церков, брав участь у засіданні Комісії з міжцерковної допомоги в Івердоні (Швейцарія) і приймав цю ж комісію в Жичі. У 1980 році в монастирі Жича ним був організований симпозіум «Проповідь і вчення християнської віри сьогодні».
Владика брав участь в роботі Всеправославного наради в Софії в 1983 році і в конференції місіонерів в Салоніках в 1987 році.
Виконував обов'язки голови Ради з будівництва нової будівлі Богословського факультету в Белграді, довгий час керував постійною Освітньою радою при Священному Синоді.
У 1983 році в монастирі Жича вийшов другий том його проповідей, а в 1987 році - третій.
У 1988 році за внесок у богословську, наукову та видавничу діяльність Богословський факультет Белградського університету удостоїв його титулу почесного доктора богослов'я.
Помер 4 лютого 2003 року в монастирі Жича. Співчуття у зв'язку з кончиною преосвященного Стефана висловили президент СРЮ Воїслав Коштуніца, спадкоємець престолу Олександр Карагеоргієвич, начальник генштабу Югославської армії генерал-полковник Бранко Круга, міністр у справах релігії Боголюб Шіякович і цілий ряд державних діячів і громадських організацій.
6 лютого заупокійну літургію і відспівування єпископа Стефана зробив Патріарх Сербський Павло. Похований в Монастирі Жича.